# Parkfield

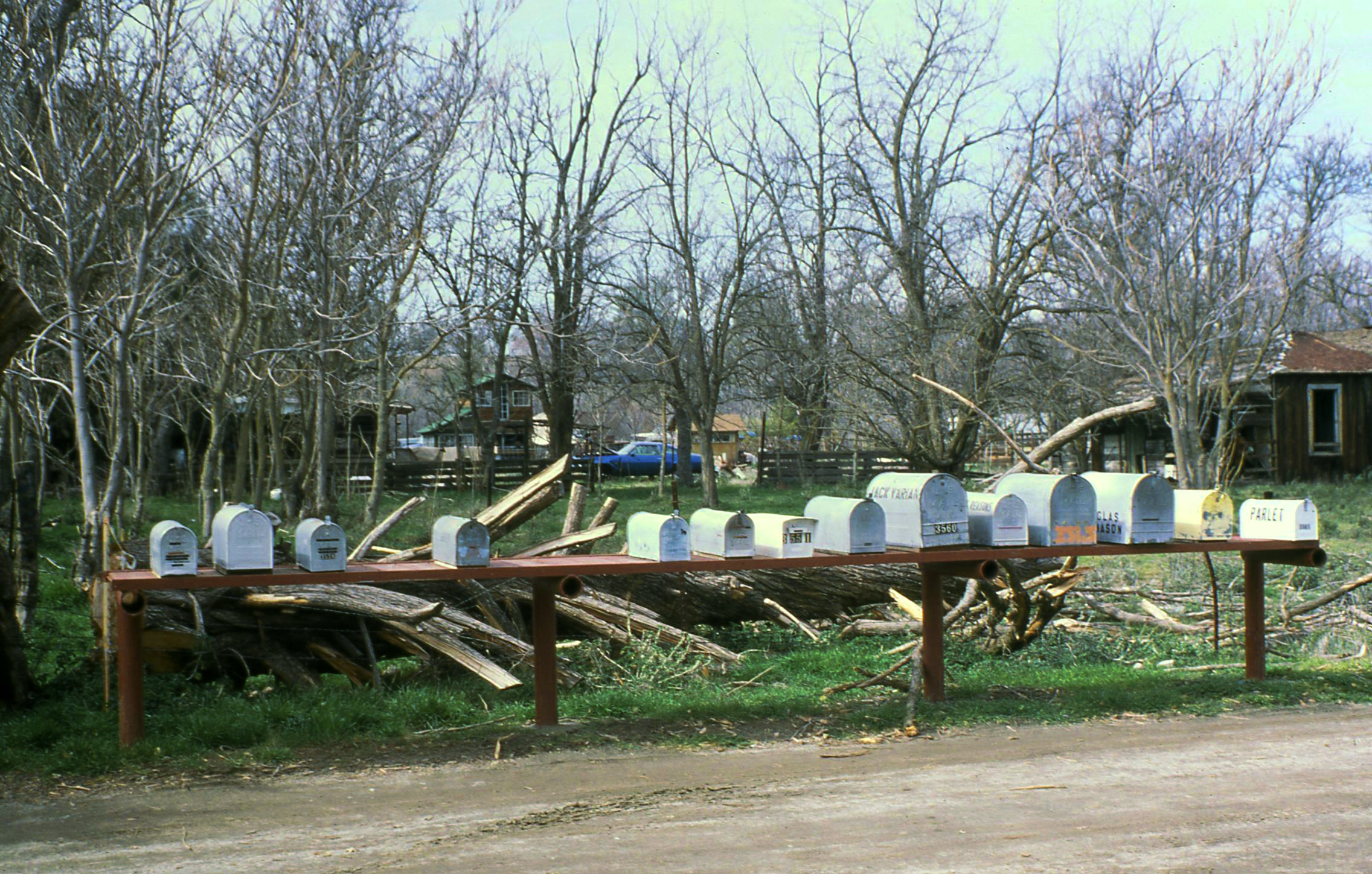
Briefkästen in der Ortsmitte von Parkfield

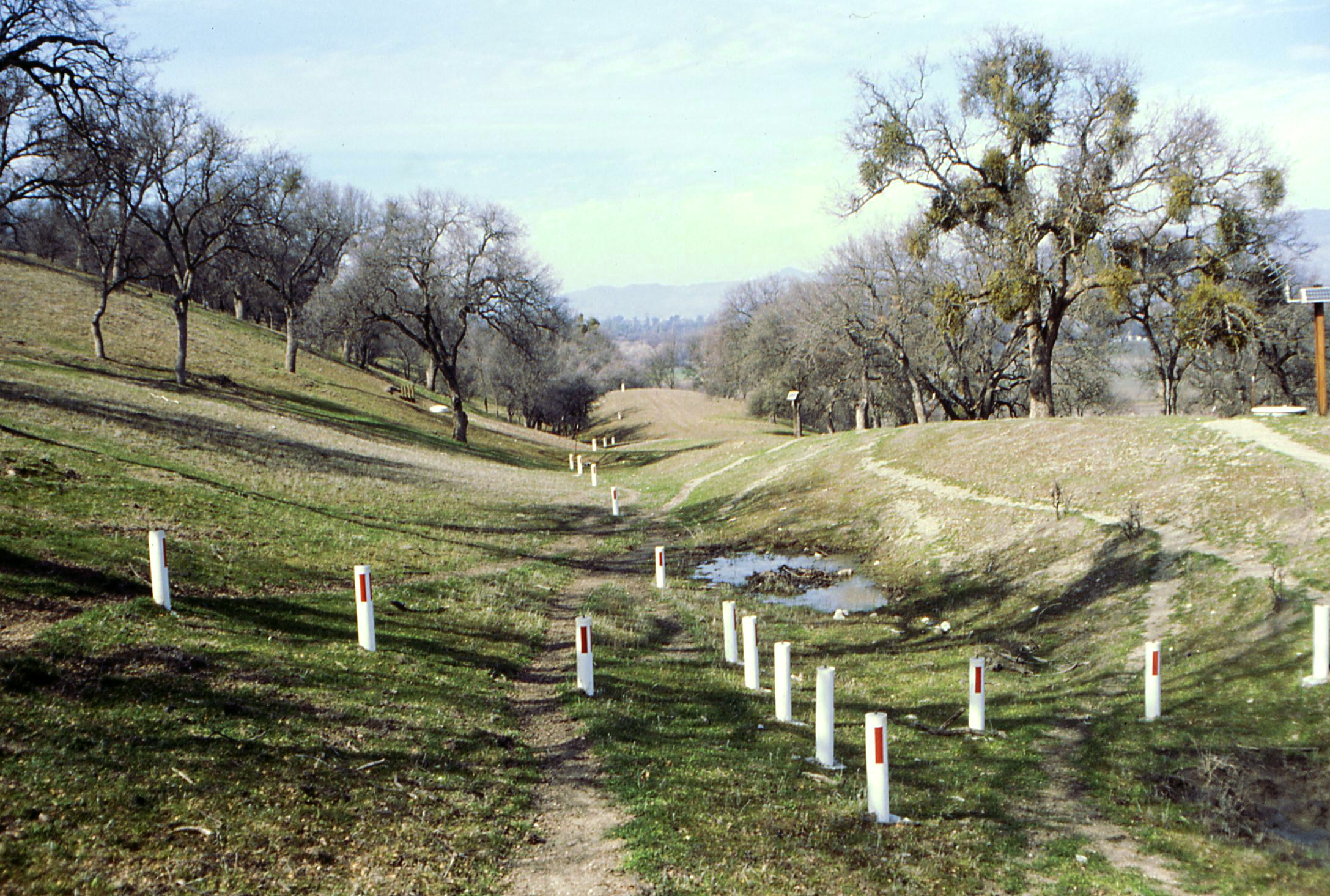
Messfeld der Erdbebenforschungsstation in Parkfield/Ca.

Parkfield ist eine ländlich geprägte Streusiedlung im US-amerikanischen Bundesstaat Kalifornien (Monterey County), auf halber Strecke zwischen Los Angeles und San Francisco gelegen.  Die etwa 900 Einwohner leben überwiegend von der Landwirtschaft, vor allem von der Viehzucht, und etwas Tourismus. 
Parkfields Besonderheit liegt darin begründet, dass es direkt an der San-Andreas-Verwerfung liegt, einer der längsten und geologisch aktivsten Zonen der Welt. Das Epizentrum des Fort-Tejon-Erdbeben 1857, eines der schwersten Erdbeben in Kalifornien, lag in der Nähe dieses Orts. In Parkfield ereignet sich im Durchschnitt alle 22 Jahre ein Erdbeben der Stärke sechs oder größer. Die amerikanische Bundesbehörde United States Geological Survey sagte im Jahr 1985 ein größeres Beben für 1993 voraus. Dieses ereignete sich jedoch erst am 28. September 2004, als morgens gegen zehn Uhr ein Erdbeben der Stärke sechs auftrat. 
Parkfield zählt aufgrund seiner Erdbebengefährdung zu den Regionen der Welt, die am intensivsten beobachtet werden. In der Seismologie ist die Überwachung durch die United States Geological Survey als Parkfield Experiment bekannt. Ziel der Untersuchungen ist es, die Vorhersage von Erdbeben zu verbessern. Zentrum der Feldstation ist ein 1969 linienförmig angelegtes Messfeld aus Pflöcken, das über die Plattengrenze verlegt wurde und rund um die Uhr gefilmt wird, um durch Erdbeben ausgelöste plötzliche Sprünge nachweisen zu können. Spannungen im Erdreich können anhand von 15 Drahtmessgeräten festgestellt werden. Die Station misst satellitengestützt auch Modifikationen der Frequenzamplitude ausgesandter Mikrowellen. Mit einem Laser können des Weiteren Abstandsmessungen zu mehreren fest in der Landschaft installierten Reflektoren durchgeführt werden. Außerdem werden regelmäßig die Konzentrationen des radioaktiven Edelgases Radon ermittelt, das bei Erdbeben verstärkt in die Atmosphäre tritt.